# Sirli de Witherby
Alaemon hamertoni
Espèce
Statut de conservation UICN

 LC  : Préoccupation mineure
Le Sirli de Witherby (Alaemon hamertoni Witherby, 1905) est une espèce de passereau appartenant à la famille des Alaudidae.

## Nomenclature
Son nom rend hommage à l'ornithologue britannique Henry Witherby (1873-1843).

## Répartition
Cet oiseau vit en Somalie.

## Étymologie
Le nom de l'espèce commémore l'ornithologue Harry Witherby (1873-1943), descripteur de l'espèce.

## Sous-espèces
D'après Alan P. Peterson, il existe trois sous-espèces :
- Alaemon hamertoni alter Witherby 1905 ;
- Alaemon hamertoni hamertoni Witherby 1905 ;
- Alaemon hamertoni tertius Clarke,S 1919.